# تویوتا آیزیس
تویوتا آیسیز (Toyota Isis) خودرویی است که از سال ۲۰۰۴ تا ۲۰۱۷ در ژاپن تولید شده‌است. طراحی آن خودروهای موتور جلو-محور جلو، خودروهای موتور جلو-چهار چرخ متحرک بوده طول آن در حالت طبیعی ۴٬۶۴۰ میلیمتر (۱۸۲٫۷ اینچ)، عرض آن در حالت طبیعی ۱٬۷۱۰ میلیمتر (۶۷٫۳ اینچ) و ارتفاع آن در حالت طبیعی ۱٬۶۷۰ میلیمتر (۶۵٫۷ اینچ) و وزن آن در حالت طبیعی ۱٬۵۶۰ کیلوگرم (۳٬۴۳۹٫۲ پوند) است. سیستم جعبه‌دندهٔ آن ۴ دنده به صورت خودکار است.